# Bufo latastii
The Baltistan toad, Bufo latastii, là một loài cóc thuộc họ Bufonidae.
Loài này có ở Ấn Độ và Pakistan.
Môi trường sống tự nhiên của chúng là temperate forests, sông có nước theo mùa, đầm nước ngọt, đất canh tác, và ao.
Chúng hiện đang bị đe dọa vì mất nơi sống.

## Hình ảnh

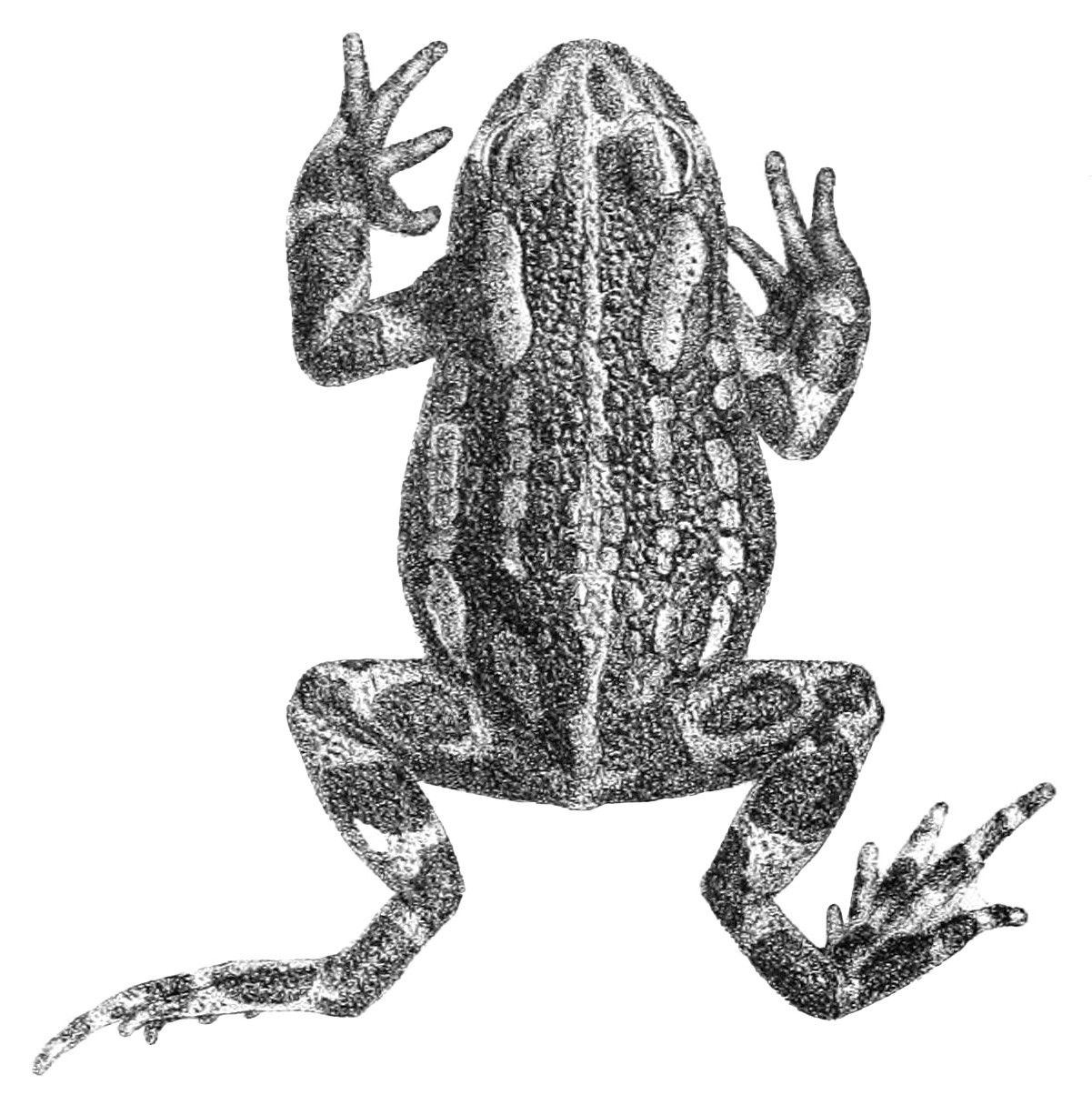